# Wolford Chapel

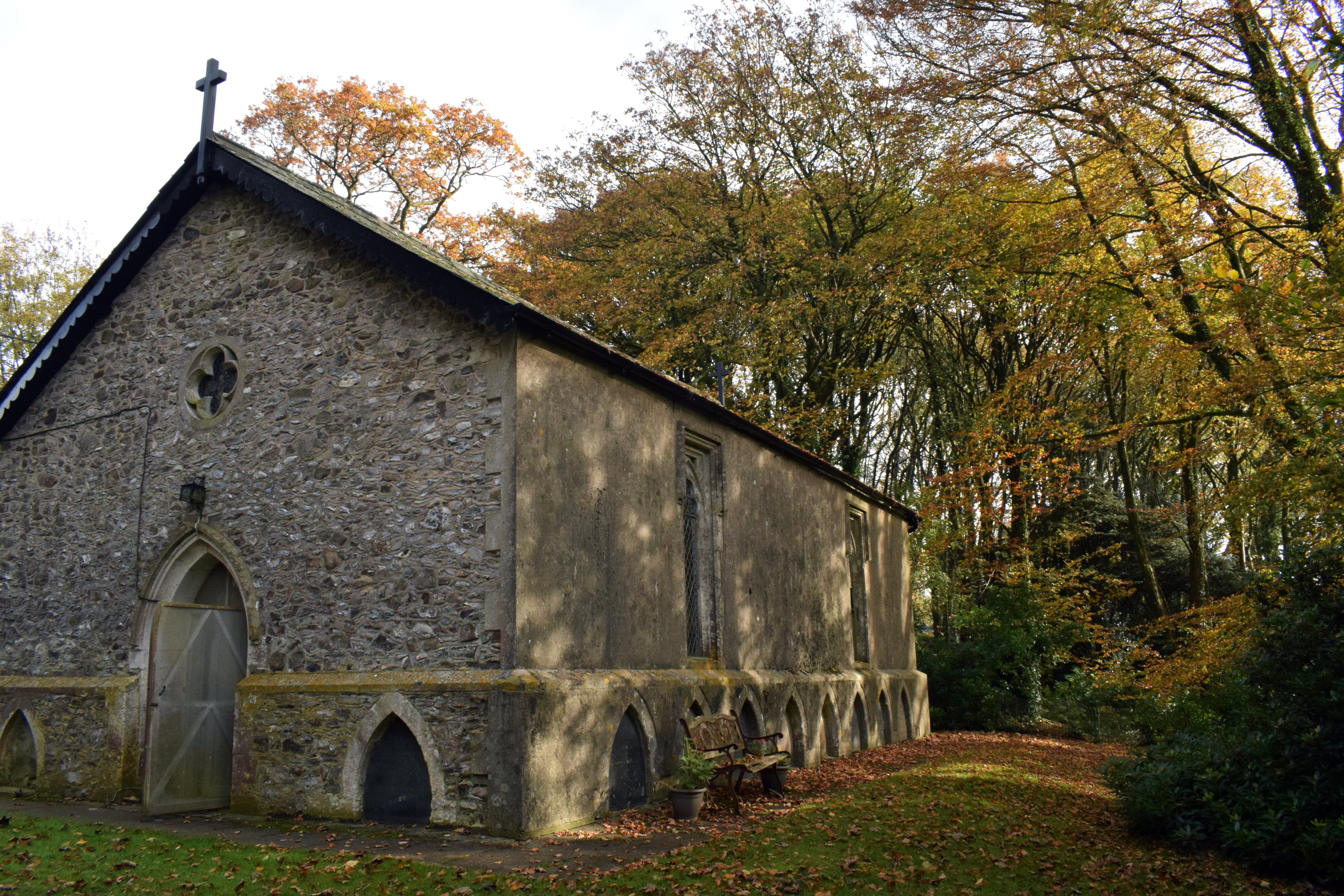
Wolford Chapel

Wolford Chapel in Devon,  England, ist die Geburtsstätte von John Graves Simcoe, dem ersten Lieutenant Governor von Oberkanada. Das Anwesen ist Eigentum der kanadischen Provinz Ontario, weswegen hier die Flagge Kanadas weht, obwohl die Kapelle im Südwestengland liegt.
Die Kapelle war Teil des Simcoe-Besitzes in Dunkeswell, bei Honiton und wurde im Auftrag von John Graves Simcoe 1802 gebaut. Die Simcoes hatten einen Besitz in Wolford erworben und Wolford Lodge gebaut. Nach dem Tod Simcoe am 26. Oktober 1806 blieb das Anwesen im Eigentum der Familie bis 1923, als es schließlich verkauft und einzelne Teile herausgelöst wurden.

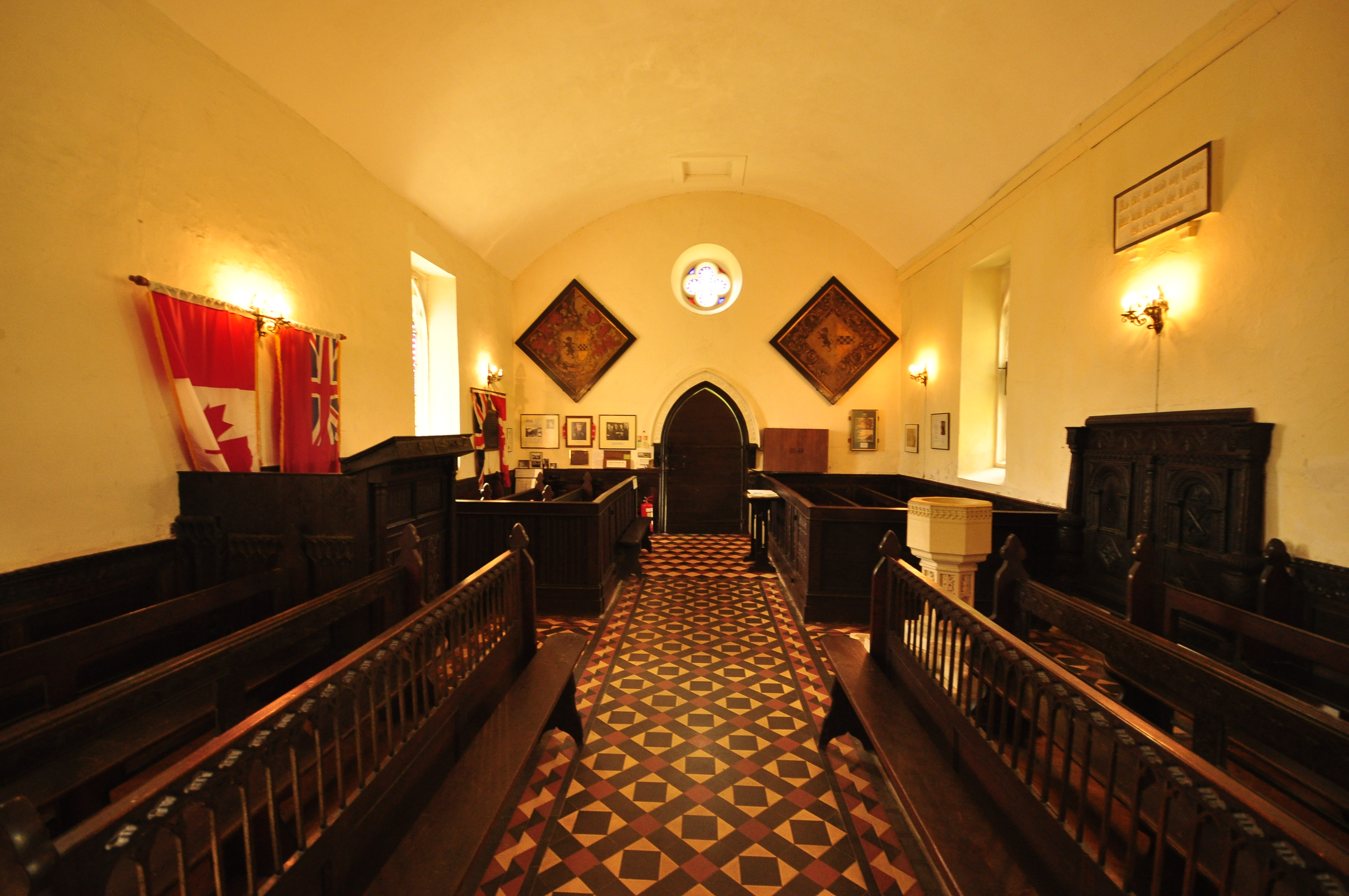
Im Innern der Kapelle, mit Blick zum Eingang in der Westmauer

Die Kapelle und der größte Teil des Wohnsitzes wurde von dem britischen Verleger Sir Geoffrey Harmsworth erworben. Die Überlegungen darüber, was mit der Kapelle geschehen sollte, brachten mehrere Vorschläge hervor, darunter der Transfer des Gebäudes nach Kanada. 1966 entschied Harmsworth sich dazu, die Kapelle zugunsten des Volkes von Ontario der John Graves Simcoe Memorial Foundation zu übertragen. Am 27. September 1966, fast 160 Jahre nach dem Tod Simcoes überreichte Harmsworth die Stiftungsurkunde an den damaligen Premierminister Ontarios John Robarts, gleichzeitig wurde von A. G. LeMarchant ein Zugangsrecht zu dem Anwesen gewährt. 1982 erhielt der Ontario Heritage Trust das Eigentum des Anwesens.

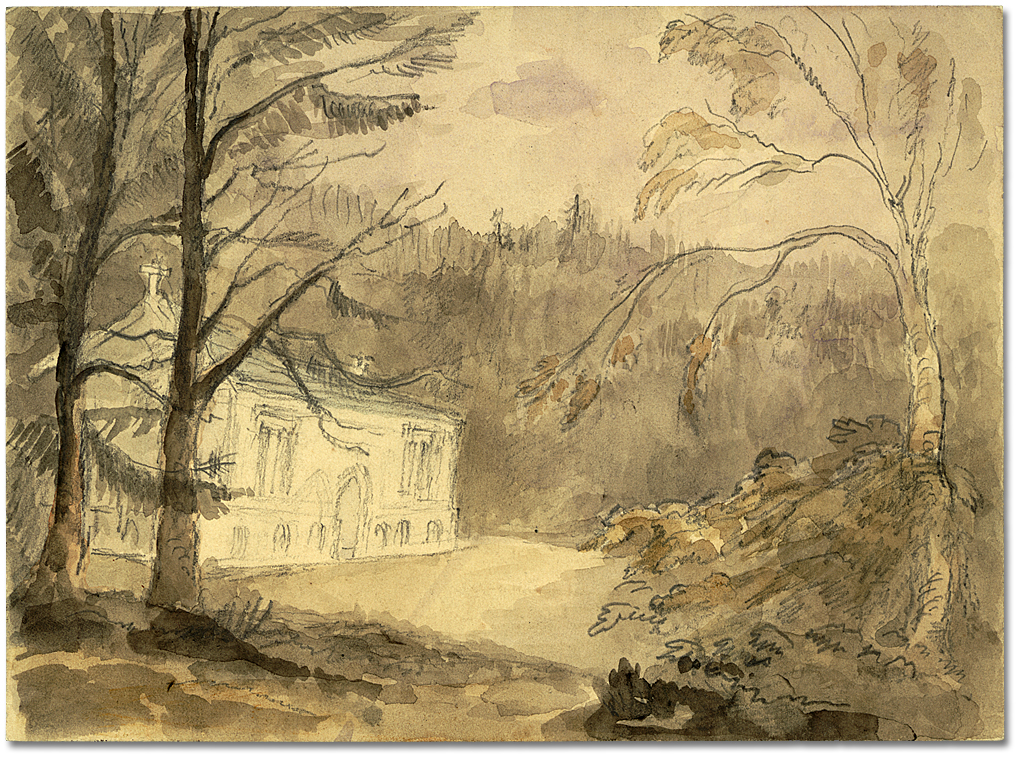
Wolford Chapel auf einer Zeichnung von Elizabeth Simcoe

Die Kapelle wird im Grade II auf der Statutory List of Buildings of Special Architectural or Historical Interests geführt. Es handelt sich um ein kleines Gebäude mit rechteckigem Grundriss, das aus vor Ort gewonnenen Bruchsteinen gebaut ist, wobei einzelne Baumerkmale aus Kalkstein und das Dach aus Schiefer gefertigt sind.
Simcoes Frau Elizabeth Simcoe und einige ihrer Kinder sind an dieser Stelle begraben, die von Ortsansässigen im Namen der John Graves Simcoe Memorial Foundation unterhalten wird.

## Belege
1. ↑  Wolford Chapel site
2. ↑  Wolford Chapel (Devonshire, England). Abgerufen am 23. August 2016.
3. ↑  Wolford Chapel [1146636]. In: National Heritage List for England. Historic England (englisch).